# Мар'ївка (станція)
Мар'ївка — проміжна залізнична станція Луганської дирекції залізничних перевезень Донецької залізниці на двоколійній неелектрифікованій лінії Попасна — Дебальцеве між станціями Попасна (10 км) та Голубівка (5 км). Розташована у місті Золоте Сіверськодонецького району Луганської області
Через військову агресію Росії на сході України залізничне сполучення припинене.